# Eric Forbes-Robertson

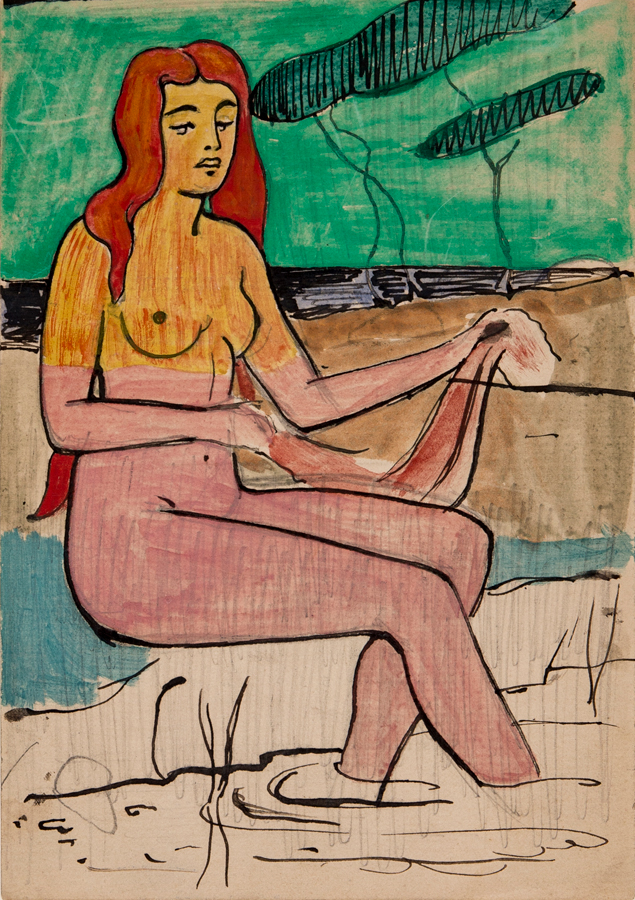
The Bather

Eric Forbes-Robertson (ur. 1865, zm. 1935) – angielski malarz i grafik.
Studiował od 1880 w Académie Julian w Paryżu, w tym okresie przyjaźnił się z uczącymi się tam Paulem Sérusierem, Pierre'em Bonardem, Édouardem Vuillardem i Maurice'em Denisem. 
W 1890 wyjechał z Robertem Bevanem do Pont-Aven w Bretanii, gdzie wspólnie urządzali plenery malarskie. Tam poznał Paula Gauguina, jego nazwisko widnieje w notesie Gauguina razem z nazwiskami Roderica O’Connora i Armanda Seguina. W 1897 poślubił studiującą sztukę Polkę Janinę Flamm, ślub miał miejsce na wyspie Jersey. Na tej uroczystości pełniąca rolę druhny Stanisława de Karłowska poznała swojego przyszłego męża Roberta Bevana. 
Dalsze losy Roberta Forbes-Robertsona są niejasne, wiadomo, że w 1911 wystawił dwie swoje prace razem z grupą Esperantist Vagabond Club.